# Samya Hassani
Samya Hassani (Amsterdam, 3 januari 2000) is een Nederlands voetbalspeelster. Zij begon pas op zestienjarige leeftijd met voetbal, hoewel zij daarvoor wel op straat voetbalde. Ze maakte snel progressie, en vier jaar later speelde ze voor VV Alkmaar in de Nederlandse Eredivisie. Op 27 februari 2024 maakte ze de overstap naar het Turkse Fenerbahce SK. Ze was daarmee de eerste speelster van Telstar waarvoor een transfersom werd betaald. Na een halfjaar in Turkijke keerde Hassani in september 2024 terug naar Telstar.

## Statistieken
| Seizoen | Club            | Land      | Competitie   | Wedstrijden | Doelpunten |
| ------- | --------------- | --------- | ------------ | ----------- | ---------- |
| 2019/20 | VV Alkmaar      | Nederland | Eredivisie   | 6           | 1          |
| 2020/21 | VV Alkmaar      | Nederland | Eredivisie   | 6           | –          |
| 2021/22 | KAA Gent Ladies | Belgie    | Super League | 9           | 1          |
| 2022/23 | Telstar Vrouwen | Nederland | Eredivisie   | 15          | 5          |
| 2023/24 | Telstar Vrouwen | Nederland | Eredivisie   | 14          | 1          |
| 2023/24 | Fenerbahce SK   | Turkije   | Süper Lig    | 0           | 0          |
| 2024/25 | Telstar Vrouwen | Nederland | Eredivisie   | 0           | 0          |
| Totaal  | Totaal          | Totaal    | Totaal       | 41          | 7          |

Laatste update: 5 september 2024